# ماي سايمور
ماي سايمور (بالإنجليزية: May Seymour)‏ هي أمينة مكتبة أمريكية، ولدت في 31 أغسطس 1857 في بينغامتون في الولايات المتحدة، وتوفيت في 14 يونيو 1921 في نيويورك في الولايات المتحدة بسبب ذات الرئة.